# أوين مكارثي
أوين مكارثي (بالإنجليزية: Eoin McCarthy)‏ هو ممثل أيرلندي، ولد في 1963 في جمهورية أيرلندا.

## أعمال

### أفلام
- (1997) الغد لا يموت[2][3][4]
- (2004) المفترس ضد ألين[5][6][7][8]
- (2008) وصيف الشرف[9]

## وصلات خارجية
- أوين مكارثي على موقع IMDb (الإنجليزية)
- أوين مكارثي على موقع ألو سيني (الفرنسية)
- أوين مكارثي على موقع قاعدة بيانات الأفلام السويدية (السويدية)
- أوين مكارثي على موقع قاعدة بيانات الفيلم (الإنجليزية)
- أوين مكارثي على موقع كينوبويسك (الروسية)